# Luiz Guilherme Arcaro Conci
Luiz Guilherme Arcaro Conci é um professor universitário brasileiro. Doutor em direito do Estado pela Pontifícia Universidade Católica de São Paulo (PUC-SP), é professor da Faculdade de Direito desta universidade e também da Faculdade de Direito de São Bernardo do Campo (FDSBC). É ainda coordenador do curso de pós-graduação em direito constitucional da PUC-SP. Em 27 de maio de 2022, obteve pela PUC-SP o título de livre-docência em direito, sendo este o grau de titulação mais alto que um acadêmico pode alcançar. É frequentemente convidado na imprensa para opinar como especialista, incluindo à BBC News Brasil, O Globo, Brasil de Fato, JOTA, Exame, e IstoÉ, e já escreveu artigos para a CartaCapital. Faz diversas palestras internacionais, como no Chile e na Itália. Sua obra foi citada em diversos artigos acadêmicos e pelo jurista e professor Ingo Wolfgang Sarlet.